# Пфистер, Мануэль
Мануэль Пфистер (нем. Manuel Pfister, 4 декабря 1988, Швац, Тироль) — австрийский саночник, выступающий за сборную Австрии с 2006 года. Участник зимних Олимпийских игр в Ванкувере, двукратный серебряный призёр молодёжного чемпионата мира.

## Биография
Мануэль Пфистер родился 4 декабря 1988 года в городе Швац, федеральная земля Тироль. Активно заниматься санным спортом начал в возрасте одиннадцати лет, на юниорском Кубке мира дебютировал в сезоне 2003/04, на этапах в Иглсе и Винтерберге сразу же выиграл бронзовые медали, заняв в общем зачёте тринадцатое место. Кроме того, закрыл десятку сильнейших на молодёжном чемпионате мира в канадском Калгари. В 2005 году на мировом первенстве среди юниоров завоевал серебряную медаль, спустя два года повторил это достижение.
В сезоне 2006/07 Пфистер впервые принял участие в заездах взрослого Кубка мира, на дебютном этапе в итальянской Чезане занял двадцать восьмое место. В следующем году значительно улучшил свои кубковые результаты, на одном из этапов финишировал пятнадцатым, на другом показал тринадцатое время. В 2008 году впервые принял участие в состязаниях взрослого чемпионата мира, приехав семнадцатым на трассе немецкого Оберхофа. Ещё лучше провёл сезон 2008/09, впервые попав в десятку сильнейших мирового рейтинга саночников, однако на мировом первенстве в американском Лейк-Плэсиде вновь не смог выступить достойно — лишь двадцать пятая позиция.
На чемпионате Европы 2010 года в латвийской Сигулде добрался до седьмого места, и это лучший его результат на европейских первенствах. Чуть позже на трассе канадского Уистлера установил рекорд скорости, сумев разогнаться до 154 км/ч. Благодаря череде удачных выступлений Мануэль Пфистер удостоился права защищать честь страны на Олимпийских играх в Ванкувере, где в итоге показал десятое время одиночного разряда. Приходится родным братом не менее известному австрийскому саночнику Даниэлю Пфистеру.